# Karim Rashid
Karim Rashid (in arabo كريم رشيد‎?; Il Cairo, 18 settembre 1960) è un designer industriale egiziano naturalizzato canadese.

## Biografia
Ha ricevuto una laurea in design industriale presso la Carleton University di Ottawa, Canada nel 1982 e terminato i suoi studi post-universitari in Italia. Rashid ha creato oltre 2000 disegni e modelli, compresi i progetti che vanno da interni, moda, arredamento, illuminazione, arte e musica per installazioni. Nato al Cairo da padre egiziano e madre inglese e cresciuto in Canada, Karim risiede ora a New York dove gestisce uno studio privato di design. Fino ad oggi ha avuto circa 4000 oggetti messi in produzione ed è entrato con successo nel regno della progettazione architettonica e d'interni, quali: ristorante Morimoto di Filadelfia e hotel Semiramis di Atene. Per l'Italia ha inoltre progettato gli allestimenti interni della Stazione Università della linea 1 della Metropolitana di Napoli, esempio unico in Italia di connubio tra arte e mobilità urbana. Il suo lavoro è nelle collezioni permanenti in quattordici musei in tutto il mondo, tra cui il Museum of Modern Art di New York e San Francisco. Rashid è stato professore associato di Disegno Industriale per 10 anni ed è ora partecipante attivo presso università e conferenze a livello mondiale. 
Nel 2010 Karim Rashid firma insieme a Teence Koh una capsule collection in edizione limitata per il marchio italiano di abbigliamento Peuterey, in occasione del 10º anniversario della nascita del brand.